# Anger (Berchtesgadener Land)
Anger is een gemeente in de Duitse deelstaat Beieren, en maakt deel uit van het Landkreis Berchtesgadener Land.
Anger telt 4.532 inwoners.
Ainring ·
Anger ·
Bad Reichenhall ·
Bayerisch Gmain ·
Berchtesgaden ·
Bischofswiesen ·
Freilassing ·
Laufen ·
Marktschellenberg ·
Piding ·
Ramsau b.Berchtesgaden ·
Saaldorf-Surheim ·
Schneizlreuth ·
Schönau a.Königssee ·
Teisendorf